# Шлиппенбах, Егор Антонович
Барон Егор Антонович Шлиппенбах (1783, Лифляндия — 1830, Мальта) — русский морской офицер лютеранского вероисповедания.

## Биография
Первый сын барона Антона Ивановича Шлиппенбаха (во втором браке из трех) и Анны Луизы, дочери ревельского обер-коменданта барона Карла Гаугребена. Второй их сын — также офицер российского императорского флота Лев Антонович (1784—1813).
21 февраля 1794 года поступил в Морской кадетский корпус. 15 апреля 1796 года был произведен в чин гардемарина и совершил несколько учебных морских компаний. 22 октября 1800 года окончил Морской корпус с производством в чин мичмана.
В 1801 году плавал на корабле «Алексей», а в 1802—1803 годах на корабле «Зачатие Св. Анны» под командованием капитана второго ранга графа Л. П. Гейдена крейсировал у острова Борнгольм. В 1804 году на корабле «Архистратиг Михаил» плавал от Кронштадта до Бергена.
В 1805 году на корабле «Уриил» в составе эскадры под командованием вице-адмирала Д. Н. Сенявина перешел из Кронштадта в Англию, откуда на бриге «Аргус» перешел на Корфу и в следующем году участвовал в боевых действиях в Средиземном море.
В 1807 году на трофейном корабле «Сед-Эль-Бахр» перешел из Корфу в Триест, где до 1810 года находился на рейде, а затем берегом вернулся в Кронштадт. 28 мая 1808 года был произведен в чин лейтенанта.
Во время Отечественной войны с отрядом канонерских лодок перешел из Кронштадта через Свеаборг в Ригу, а замем участвовал во взятии Митавы.
В 1813 году, командуя транспортом «Алфиус», в составе гребной флотилии участвовал в блокаде Данцига.
В 1815—1817 годах находился при Свеаборгском порте, а в 1818 году командовал шхуной «Стрела» и 26 июля был произведен в чин капитан-лейтенанта.
В 1820—1824 годах, командуя бригом «Ахиллес», плавал в Финском и Ботническом заливах и в 1821 году был награждён орденом Св. Георгия IV степени.
В 1826 году в должности флаг-офицера при капитан-командоре Д. В. Рудневе плавал на гребных судах между Петербургом и Кронштадтом.
В 1827 году, командуя фрегатом «Александра», совершил переход из Архангельска в Кронштадт и 6 декабря того же года был произведен в чин капитана вторго ранга.
В 1828 году, командуя тем же фрегатом, в составе эскадры под флагом контр-адмирала П. И. Рикорда перешел из Кронштадта на Мальту. 8 июня следующего года барон был произведен в чин капитана первого ранга и участвовал в блокаде Дарданелл. Капитан 2-го ранга барон Е. А. Шлиппенбах скончался на борту находившегося под его командованием фрегата «Александр» в марте 1830 г. и был похоронен на британском кладбище «Garden of Rest», расположенном на одном из бастионов Ла-Валлетты.
Жена — графиня Мария Логгиновна Гейден (1808—1864), дочь героя Наварина адмирала Л. П. Гейдена. Овдовев, жила с родителями в Ревеле. Имела музыкальный талант и, по словам современницы, была чрезвычайно приветлива, радушна и необыкновенно умела оживлять вечера в доме отца по понедельникам, отличавшиеся простотой, свободой и веселостью.

## Семья
Был женат на Марии Логиновне Гейден (1808 - 1864) — дочери адмирала Логина Петровича Гейдена, в их семье был один сын — Александр Егорович Шлиппенбах, также морской офицер, оставивший след в ботанике.